# Usine de Lansing Grand River
L'usine de Lansing Grand River est une usine Cadillac située à Lansing, qui commence la production de véhicules en 2001.

## Chiffres clés
- 2001 : Ouverture de l'usine
- 2013 : Après le lancement de la production de la Cadillac ATS, le 1 000 000e exemplaire sort d'usine. Il s'agit d'une Cadillac CTS de la 3e génération.